# Saminu Abdullahi
Saminu Kwari Abdullahi (* 3. Januar 2001 in Jos) ist ein nigerianischer Fußballspieler.

## Karriere
Abdullahi begann seine Karriere in der Gee-Lec Academy. Im Juli 2019 wechselte er nach Lettland zum Erstligisten FK Spartaks Jūrmala. Bis zum Ende der Saison 2019 kam er zu sieben Einsätzen in der Virslīga. In der Saison 2020 absolvierte er 25 Spiele im lettischen Oberhaus. In der Saison 2021 kam er zu 14 Einsätzen für Jūrmala, ehe er im Juli 2021 leihweise nach Russland zu Zweitligist Weles Moskau wechselte. Für Weles kam er während der Leihe zu 23 Einsätzen in der Perwenstwo FNL.
Im Sommer 2022 kehrte Abdullahi nach dem Ende der Leihe zunächst wieder nach Lettland zurück, kam dort aber nie mehr zum Einsatz. Im Januar 2023 wechselte er schließlich fest nach Moskau. Für Weles kam er bis zum Ende der Saison 2022/23 zu 14 Zweitligaeinsätzen, mit den Moskauern stieg er aber aus der FNL ab. Abdullahi aber blieb der Liga erhalten und wechselte zur Saison 2023/24 zu Dynamo Machatschkala. Für Dynamo lief er 19 Mal auf.
Im Januar 2024 wechselte er weiter innerhalb der Liga zum FK Chimki. Für Chimki lief er bis Saisonende neunmal auf, mit dem Team stieg er in die Premjer-Liga auf.